# Saurimo
Saurimo (voormalig: Vila Henrique de Carvalho) is een stad in Angola en is de hoofdplaats van de provincie Lunda Sul.

## Geschiedenis
Saulimbo werd aan het eind van de 19e eeuw door de Portugese officier Henrique de Carvalho veroverd. De Portugezen vestigden hier een nieuwe plaats die ze  naar de bevelhebber "Henrique de Carvalho" noemden. De plaats groeide daarna en werd in 1923 tot kleine stad (Vila) en hoofdstad van het district Lunda verheven.
Na de onafhankelijkheid van Angola in 1975 werd de Portugese naam afgeschaft en kreeg het zijn huidige naam, die teruggrijpt op de tijd voorafgaand aan de Portugese bezetting. Tijdens de Angolese burgeroorlog (1975–2002) vluchtten veel bewoners van elders naar Saurimo.

## Bestuur
In Saurimo zetelt het bestuur van de gelijknamige stadskring (Município), en van de provincie Lunda Sul, waarvan het ook de hoofdstad is. De Município heeft een oppervlakte van 23.327 km². Volgens de volkstelling van 2014 bedroeg het aantal inwoners van de município Saurimo 442.000 personen; voor 2018 werd een geschat aantal verwacht van 502.000.
De município bestaat uit de gemeenten (Comunas):
- Mona-Quimbundo
- Saurimo
- Sombo

## Sport
De voetbalclub Progresso da Lunda Sul bereikte in 2014 voor het eerst de hoogste divisie van Angola, de Girabola. Thuisbasis van de club is het  Estádio Municipal das Mangueiras, met plaats voor 15.000 toeschouwers.
Nadat de provincie Lunda Sul tientallen jaren geen club in de hoogste divisie had, kan dit leiden tot een grotere bekendheid van de provincie, waarbij het provinciebestuur de club ondersteuning wil bieden.

## Economie
Nabij de stad bevindt zich de in grootte vierde diamantmijn van de wereld, de Catoca-mijn.
In Saurimo is begonnen met het woningbouwproject Nova Vida (nieuw leven). Er moeten rond de 3000 woningen voor werknemers in de diamantwinning worden gebouwd. Financiering vindt plaats door Endiama, de nationale diamantonderneming. Het dorp krijgt ook sportterreinen, scholen, bibliotheken en verdere infrastructuur. Het project ligt 10 km van het stadscentrum en 20 km van de mijn verwijderd.
De stad beschikt over een vliegveld en is knooppunt van enkele nationale wegen.